# Мария Калинова
Мария Калинова е българска поетеса и литературна изследователка.

## Биография
Мария Калинова завършва Софийския университет „Св. Климент Охридски“. Доцент е по теория на литературата във Факултета по славянски филологии към СУ. В периода юни 2007–юни 2008 година заедно с Камелия Спасова води рубриката за културни събития на Литературен вестник. От януари 2009 година е редактор в „Литературен вестник“.
С Камелия Спасова създават като студентки арт група „Устата“, в която работят още с Валери Петков и Емил Христов.

## Награди
- Първа награда от конкурса „Веселин Ханчев“ през 2003 г.
- Носител на наградата „Владимир Башев“ за 2010 г.